# Medalla por el Retorno de Crimea
La Medalla por el Retorno de Crimea (en ruso: медаль "За возвращение Крыма") es una condecoración oficial del Ministerio de Defensa de la Federación de Rusia, creada el 21 de marzo de 2014 por la Ordenanza N.º 160 del ministro de Defensa tras la anexión de Crimea por Rusia en 2014.

## Historia
La medalla fue instituida el 21 de marzo de 2014 por medio de la Ordenanza N.º 160 del Ministerio de Defensa, después de que el presidente de la Federación de Rusia, Vladímir Putin, firmara el decreto de anexión de la República de Crimea y Sebastopol a Rusia en base a los resultados del referéndum sobre el estatus político de Crimea de 2014 el cual no ha sido reconocido internacionalmente.
Las primeras medallas fueron entregadas el 24 de marzo de 2014 por el ministro de Defensa, Serguéi Shoigú, a exmiembros de la unidad especial ucraniana Bérkut (disuelta el 25 de febrero de 2014), militares de la Marina rusa, oficiales de la Comando de la Flota del Mar Negro de la Armada Rusa y el jefe del gobierno de la República de Crimea, Serguéi Aksiónov. La página web del Ministerio de Defensa de la Federación Rusa no informó de la existencia de la medalla y la única imagen del premio fue retirada de la misma poco después de la ceremonia. La medalla menciona las fechas 20 de febrero de 2014-18 de marzo de 2014, lo que sitúa la fecha de inicio de la operación antes del cese de Víktor Yanukóvich.
La medalla ha sido otorgada casi 150 veces.
La medalla se otorga al personal militar y civil de las Fuerzas Armadas de la Federación de Rusia por los servicios y la distinción mostrados durante la Anexión de Crimea por Rusia, el referéndum sobre el estatus de Crimea del 16 de marzo de 2014 y la entrada de Crimea en la Federación de Rusia como resultado de dicho referéndum. La medalla también se puede otorgar a otros ciudadanos de la Federación de Rusia y a ciudadanos extranjeros por ayudar a resolver las tareas asignadas a las Fuerzas Armadas de la Federación de Rusia en relación con estas medidas de seguridad tomadas en Crimea.

## Descripción de la Medalla

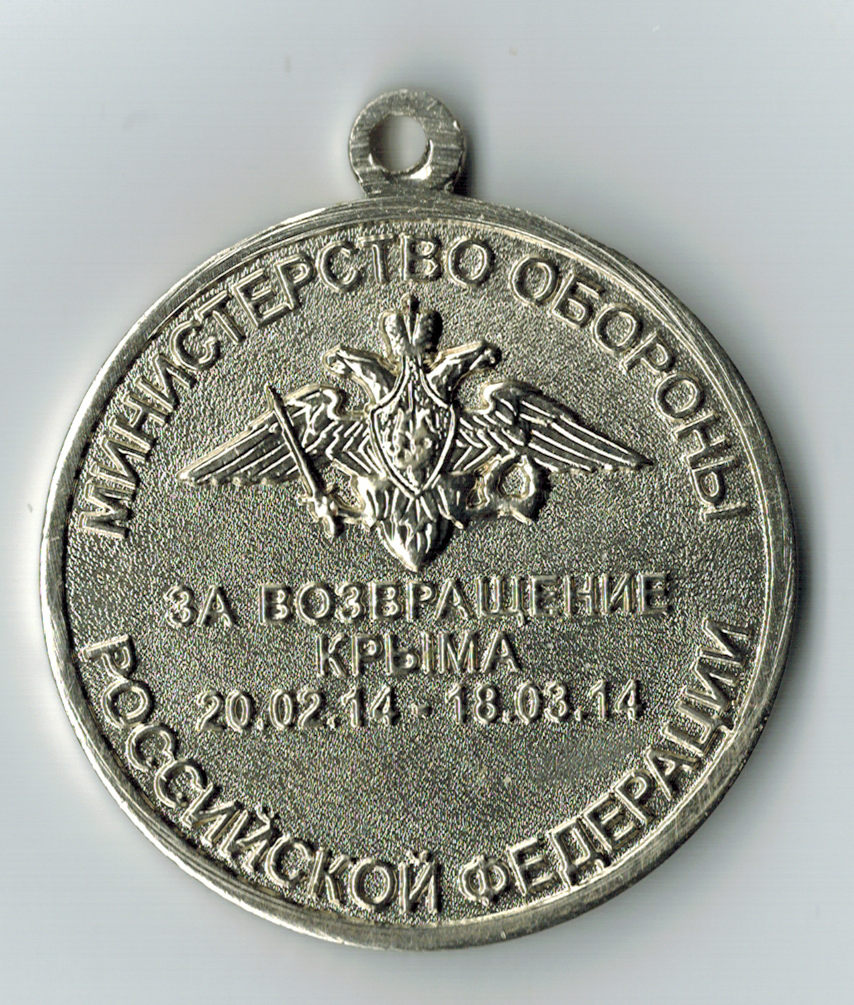
Reverso de la medalla

La medalla está hecha de alpaca plateada en forma de círculo de 32 mm de diámetro y tiene un borde convexo en ambos lados.
En el centro del anverso de la medalla hay una imagen en relieve del contorno de la península de Crimea enmarcada en la parte inferior por ramas de laurel y, en su intersección, una estrella de cinco puntas.
En el reverso de la medalla se encuentra la imagen en relieve del emblema del Ministerio de Defensa de la Federación Rusa, debajo del cual hay una inscripción en relieve de tres líneas: «ЗА ВОЗВРАЩЕНИЕ / КРЫМА / 20.02.14-18.03.14» (POR EL REGRESO / DE CRIMEA / 20.02.14-18.03.14); en el borde hay una inscripción en relieve: en la parte superiorː «МИНИСТЕРСТВО ОБОРОНЫ» (MINISTERIO DE DEFENSA), en la parte inferiorː «РОССИЙСКОЙ ФЕДЕРАЦИИ» (DE LA FEDERACIÓN DE RUSIA).
La medalla está conectada con un ojal y un anillo a un bloque pentagonal cubierto con una cinta de muaré de seda con una franja naranja de 10 mm de ancho bordeada a la derecha por una franja negra de 2 mm de ancho y en el lado izquierdo hay una franja blanca bordeada a la derecha por una franja azul y una franja roja de 2 mm de ancho cada una.